# Richmond River
Der Richmond River ist ein Fluss im äußersten Nordosten des australischen Bundesstaates New South Wales.

## Geographie
Der Fluss entspringt an den Südhängen des Mount Lindesay in der Vorbergen der Border Ranges und fließt zunächst nach Südosten bis nördlich von Wiangaree. Dort biegt er nach Süden ab und gelangt über Kyogle bis Casino. Dort wendet er sich erneut nach Südosten bis nach Woodburn, circa zehn Kilometer westlich der Küste. Ab dort fließt er, nun parallel zu Küste, nach Nordosten und mündet in Ballina in die Tasmansee, ein Randmeer des Pazifik.
Sein Einzugsgebiet beträgt 6850 km² und ist damit das sechstgrößte in New South Wales. Seine Flussaue ist über 1000 km² groß. Zusammen mit dem Clarence River im Süden und dem Tweed River im Norden bildet der Richmond River die Northern Rivers, einen Distrikt in New South Wales.

### Nebenflüsse mit Mündungshöhen
Er hat folgende Nebenflüsse:
- Back Creek – 213 m
- Findon Creek – 109 m
- Rosebery Creek – 97 m
- Gradys Creek – 80 m
- Lynchs Creek – 73 m
- Fawcetts Creek – 53 m
- Horse Station Creek – 46 m
- Eden Creek – 27 m
- Shannon Brook – 5 m
- Wilsons River – 4 m
- Bungawalbin Creek – 3 m
- Emigrant Creek – 0 m

## Geschichte
Kapitän James Cook übersah den Fluss auf seiner Reise die Ostküste Australiens hinauf im Jahre 1770. Erst 1828 entdeckte Kapitän Henry John Rous die Flussmündung als erster Europäer. Er fuhr den Fluss etwa 32 Kilometer hinauf und benannte ihn nach Charles Gordon-Lennox, 5. Duke of Richmond. Im selben Jahr erreichte der Botaniker Allan Cunningham den Fluss auf dem Landweg.
Von den 1840er-Jahren bis weit ins 20. Jahrhundert diente der Unterlauf des Richmond River als wichtiger Ankerplatz. Die ersten Siedler in der Gegend erkannten bald die riesigen Bestände der Roten Zeder (Toona ciliata) im Flusstal und begannen sofort mit dem Holzeinschlag. Der Fluss spielte als Transportweg für das Holz eine wichtige Rolle.
Bei seiner Entdeckung 1828 und noch bis Ende der 1890er Jahre besaß der Richmond River eine trügerische Mündung mit wandernden Sandbänken. Viele Schiffe und Menschenleben gingen dort verloren. Daher beschloss man den Bau von zwei Wellenbrechern, die den Flusslauf regulieren sollten und Anfang des 20. Jahrhunderts vollendet wurden. Der Bau dieser Wellenbrecher führte auch zum Entstehen der Shaw's Bay, nachdem sich Sand hinter dem heutigen Lighthouse oder Main Beach aufgebaut hatte.
1846 führte ein Konflikt zwischen den weißen Siedlern und den Aborigines im Flusstal (das Richmond-River-Massaker) zum Tod von etwa 100 Ureinwohnern.
Mit der Abnahme des Seetransportes wegen der besseren Straßen und Eisenbahnstrecken und der Schließung der North Coast Steam Navigation Company 1954 verlor der Fluss seine Bedeutung als Schifffahrtsweg.

## Heutige Bedeutung
In den letzten Jahren wurde der Richmond River und seine Rolle in der Geschichte von Ballina und der North Coast wieder mehr geschätzt. Zwar ist nur der Unterlauf des Flusses (etwa bis Casino) schiffbar, der wichtigste Nebenfluss Wilsons River hat jedoch eine größere Bedeutung. Er führt unter anderem durch Lismore, die größte Stadt der Region, und ist mindestens bis Boatharbour schiffbar, welches 12 Kilometer flussaufwärts von Lismore liegt.
Auf seiner gesamten Länge dient der Richmond River der Bewässerung der umliegenden landwirtschaftlich genutzten Flächen. Daher ist er mit vielen Wehren ausgestattet, die auch Überschwemmungen, besonders in Casino, verhindern sollen.

## Fauna
Die Süßwasserabschnitte des Richmond River waren einst von Dorschbarschen der endemischen Spezies Richmond River Cod, vermutlich einer Unterart der Östlichen Süßwasser-Dorschbarsche (Maccullochella ikei) besiedelt. Durch Zerstörung seines Lebensraumes und grober Überfischung zwischen den 1930er- und 1950er-Jahren wurde dieser einzigartige einheimische Fisch jedoch ausgerottet. Während des Baus der Eisenbahnlinie wurde sogar mit Dynamit gefischt.
Die gefährdete Spezies des Oxley-Zwergbarsches (Nannoperca oxleyana) wurde ebenfalls im Richmond River registriert.